# آورو ۵۵۷ اوا
آورو ۵۵۷ اوا (به انگلیسی: Avro 557 Ava) یک هواپیمای ساختِ کارخانهٔ آورو در کشور بریتانیا است. این هواپیما در ۱۹۲۴ میلادی نخستین پرواز خود را انجام داد.